# Disco Freddy

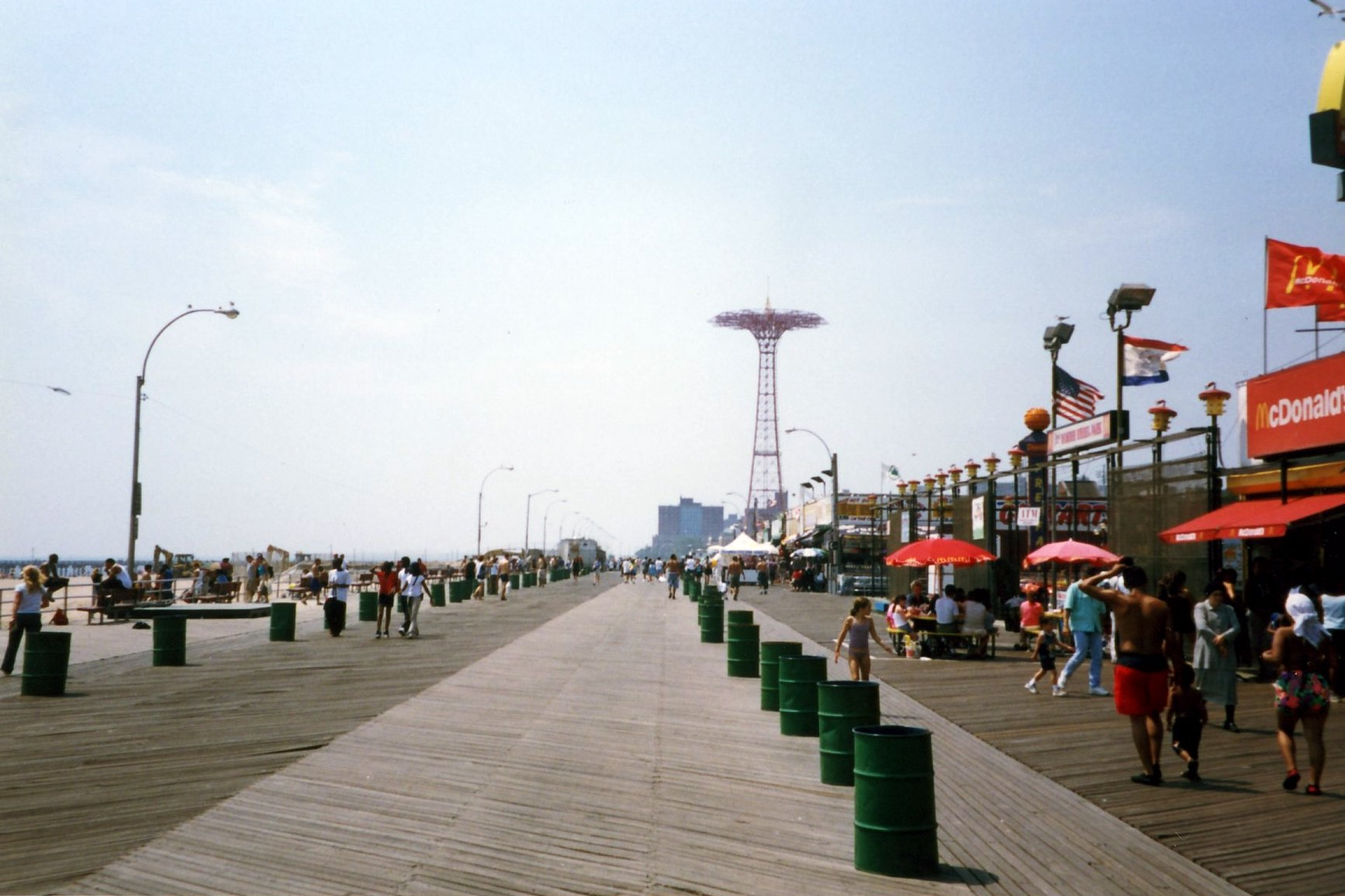
Le boardwalk de Coney Island où se produisait Disco Freddy

Disco Freddy ou Disco Freddie, aussi appelé unbelievable Larry, est un personnage réel du folklore new-yorkais de la fin des années 1970 et du début des années 1980. Alors âgé d'une soixantaine d'années, Disco Freddy était un amuseur public qui se produisait librement pratiquement tous les jours sur Riegelmann Boardwalk, le long de la plage de Brighton Beach à Coney Island (Brooklyn), qui était à l'époque un lieu de détente prisé par les Juifs russes immigrés.

## Les exhibitions de Disco Freddy
Disco Freddy réalisait des « spectacles » comiques dans lesquels il s'agitait vivement, semblant exécuter une danse rituelle en faisant de grands moulinets avec ses bras, mais aussi des mouvements de break dance. Il portait presque tout le temps des lunettes de soleil et avait fréquemment un transistor avec lui.
Il avait un comportement souvent imprévisible, il lui arrivait de se précipiter sans raison vers les vieilles dames pour les effrayer et il poursuivait systématiquement les gamins qui roulaient à vélo.
Un de ses numéros consistait à se bander les yeux et à tenter de sauter par-dessus un sac en papier, son blazer ou son poste de radio, en présentant cette action comme une prouesse remarquable.
Avant d'arpenter Riegelmann Boardwalk, Disco Freddy se produisait dans le Midtown de Manhattan, mais là ses blagues ne prenaient pas, alors que sur Brighton Beach, ses mouvements de breakdance rappelaient aux immigrants russes, nombreux dans ce quartier, les danses traditionnelles des juifs russes et des cosaques qui reposent également sur de rapides mouvements de jambes suivis de mouvements au sol. À Brighton Beach, ses exhibitions provoquaient la joie des enfants, l'hilarité des publics, mais aussi parfois, comme à Manhattan, les moqueries ou l'incompréhension. On estime que des centaines, voire des milliers de personnes ont pu assister à ses représentations.

## Apparitions de Disco Freddy

### En video
- Disco Freddy apparait à plusieurs reprises dans le court-métrage Brooklyn by the Sea réalisé par Arnold Baskin en 1979[N 1].

### En photo
- Une photo artistique de Disco Freddie les yeux bandés, sautant par-dessus sa veste posée au sol a été prise par le photographe Tony Segielski, elle était consultable en ligne sur son site officiel (rubrique PORTFOLIOS / PERSONAL WORK → photo #23), mais le site n'est plus disponible.

### En littérature
- Annelise Orleck[N 2] évoque Disco Freddy dans sa publication The Death-Defying Leap over the Paper-Bag Blindfolded: Eccentricity and Community in Brighton Beach, pour la revue The Aesthetics of Everyday Life. Elle estime que dans le cas d'un personnage comme Disco Freddy, une performance d'un certain type (musique, dance, boniment) est un vecteur de l'interaction sociale[2].

- L'écrivain new-yorkais James Green Jr, né en 1979, a dédicacé son livre Brave Punk World[3] à Disco Freddy, avec le texte suivant : This volume is dedicated to Disco Freddy a.k.a. Larry the Unbelievable where ever you are[N 3].
- Dans sa nouvelle Try Darkness, le romancier James Scott Bell raconte une rencontre inopinée avec un curieux personnage qui dit s'appeler « Disco Freddy ».